# Zivio! Marsch
Zivio! (Salute!) op. 456, è una marcia di Johann Strauss (figlio).
Jabuka fu l'unica delle sedici operette di Johann Strauss che venne pubblicata a cura di Gustav Lewy (1824-1901), suo vecchio amico fin dai tempi di scuola.
L'operetta, ambientata in Serbia, debuttò sul palco di Vienna al Theater an der Wien il 12 ottobre 1894, e diede l'inizio ad una serie di grandi celebrazioni per il cinquantesimo anniversario dal giorno in cui il giovane Johann Strauss aveva debuttato come direttore e compositore presso il Casinò Dommayer a Hietzing. 
Nonostante la lunga amicizia tra Strauss e Lewy, il loro rapporto per Jabuka andò ben oltre a quello fra compositore ed editore. Johann ebbe sempre accese discussioni con i suoi editori: il suo rapporto con Carl Haslinger, era affondato a causa dell'avarizia di quest'ultimo, e adesso Strass muoveva una simile critica anche all'editore della sua operetta di giubileo.
I termini del contratto di Strass con Lewy prevedevano che, oltre a fornire la stessa operetta, Johann creasse anche un valzer per orchestra (Ich bin dir gut! op. 455) su temi di Jabuka.
Dopo aver esaminato il materiale dell'operetta, il compositore rese noto al suo editore nell'estate 1894 che, a suo avviso, non vi erano sufficienti melodie per fornire materiali per altre composizioni di pari livello. Per ogni pezzo Johann impose una tassa di 300 Gulden, come aveva fatto con i suoi ex-editori, CA Spina e Cranz, aggiungendo la richiesta di due mesi di tempo per organizzare e orchestrare i quattro brani. Lewy rifiutò di effettuare un qualsiasi pagamento supplementare a Strauss per questo lavoro, nonostante la sua convinzione lo portò ad affermare:
(Gustav Lewy)
Strauss propose a Lewy, in una lettera del 2 settembre 1894:
(Johann Strauss)
Data la situazione, Lewy nominò direttore e compositore Louis Roth (1843-1929) per la creazione di altri brani da Jabuka, che sarebbero poi stati controllati e corretti da Strauss stesso prima di essere pubblicati soltanto in edizione per pianoforte.
Dalla proposta originaria di Johann di creare due polke veloci, una francese e una quadriglia (in aggiunta al valzer) in realtà furono create una polka veloce (Das comitat geht in die Hoh'! Op. 457), una polka francese (Tanze mit dem Besenstiel! op.458), una polka mazurka (Sonnenblume op.459), la Jabuka-quadrille op.460 e la marcia Zivio!
Il brano prende il titolo, così come il secondo tema della sua sezione centrale, dal sestetto del primo atto Wir trinken Živio (un brindisi serbo-croato), equivalente al viennese Prost! (Salute!).
I restanti temi per la Zivio! Marsch si trovano nell'operetta come segue:
- Secondo atto, Joschko: Wie die Chroniken vermelden e Alle uns're Ahnen
- Finale del primo atto, coro: Ei, wohl Einer von Allen wird mein Schatz

Poiché la Zivio! Marsch, fu resa pubblica solo in una versione per pianoforte e la trascrizione orchestrale non venne fatta al momento, l'Orchestra Strauss non fu in grado di eseguire il lavoro.
La marcia non comparve neppure nel programma delle opere che Eduard Strauss eseguì durante la sua stagione concertistica del 1895 a Londra, anche se eseguì Jabuka-Walzer e il Vorspiel dell'atto terzo dell'operetta (sotto il titolo di Intermezzo).